# Gadiro
En el Critias de Platón, Gadiro — también llamado Gadeiro y Eumelo en griego - era hijo de Poseidon y Clito, gemelo de Atlas y gobernante de la región Gadirica (o islas Gadeiras). Era nieto de Evenor y de Leucipe, madre de la estirpe atlante.
Atlas y Gadiro eran hermanos mayores de otros gemelos: Anferes y Evemo, Mneseo y Autóctono, Elasipo y Méstor, y Azaes y Diáprepes. Todos ellos fueron reyes de regiones del supuesto imperio atlante según Platón.